# Оброчне (Атюр'євський район)
Обро́чне (рос. Оброчное, ерз. Оброчное) — село у складі Атюр'євського району Мордовії, Росія. Входить до складу Курташкинського сільського поселення.
Населення — 185 осіб (2010; 169 у 2002).
Національний склад станом на 2002 рік:
- мордва — 58 %
- росіяни — 40 %